# Regentieplein
Het Regentieplein is een plein in de Belgische stad Sint-Niklaas. Het plein werd genoemd naar de regentieraad die België bestuurde net na de Belgische Revolutie.

## Ligging
Het ronde plein ligt in het centrum van Sint-Niklaas ten noordoosten van de Grote Markt en is met de rest van de stad verbonden door vier straten. De Prins Albertstraat loopt in noordwestelijke richting naar het Stationsplein, de Vermorgenstraat gaat in noordelijke richting datzelfde plein, de Zamanstraat gaat naar het zuiden richting Houtbriel en de Regentiestraat kruist het plein van oost naar west.

## Geschiedenis
Het plein werd halverwege de 19de eeuw aangelegd als centrum van de nieuwe Stationswijk. De bebouwing rond het plein bestond vooral uit herenhuizen waarvan een deel er nog steeds staat. Op het plein zelf zijn twee bomenrijen aangeplant in de vorm van twee concentrische cirkels.  Oorspronkelijk was het de bedoeling dat er acht straten op uit zouden komen. Het zijn er uiteindelijk vijf geworden.

## Rolliersmonument
In het midden van het plein staat het zogeheten Rolliersmonument. Het is een aandenken aan de strijders van de revolutie van 1830 en in het bijzonder aan Sint-Niklazenaar majoor Benoît Rolliers (17 juli 1798 - 10 december 1877). Deze zou voorkomen hebben dat een regiment onder leiding van Ernest Grégoire op 2 februari 1831 de Prins van Oranje in Gent tot koning zou uitroepen, precies op de dag dat het Nationaal Congres een nieuw staatshoofd zou uitkiezen. Rolliers ging met een groep van de Gentse brandweer, waar hij toen werkzaam was, naar het gouvernementspaleis. Daar had het regiment zich opgesteld en hield de gouverneur Werner de Lamberts-Cortenbach gevangen om hem te dwingen partij voor de orangisten te kiezen. De groep brandweerlieden verjaagde het regiment, met verschillende doden tot gevolg. Het resultaat was dat Gent uit de handen van de Nederlanders bleef waardoor ook Brussel onder Belgische controle bleef en het Voorlopig Bewind gewoon kon voortwerken. Rolliers ontving voor zijn daad de rang van kapitein en meerdere onderscheidingen.
Het bouwwerk bestaat uit een vergulde bronzen engel op een granieten zuil met ervoor een leeuw. In de zuil zit een bronzen medaillon verwerkt. Het ontwerp is van Jozef Horenbant. Op 24 juni 1906 werd het monument onthuld, een jaar later dan het 75-jarig jubileum van de Belgische Revolutie. Er waren nog twee oud-strijders aanwezig. Van 1998 tot 1999 werd het gerenoveerd.

## Galerij

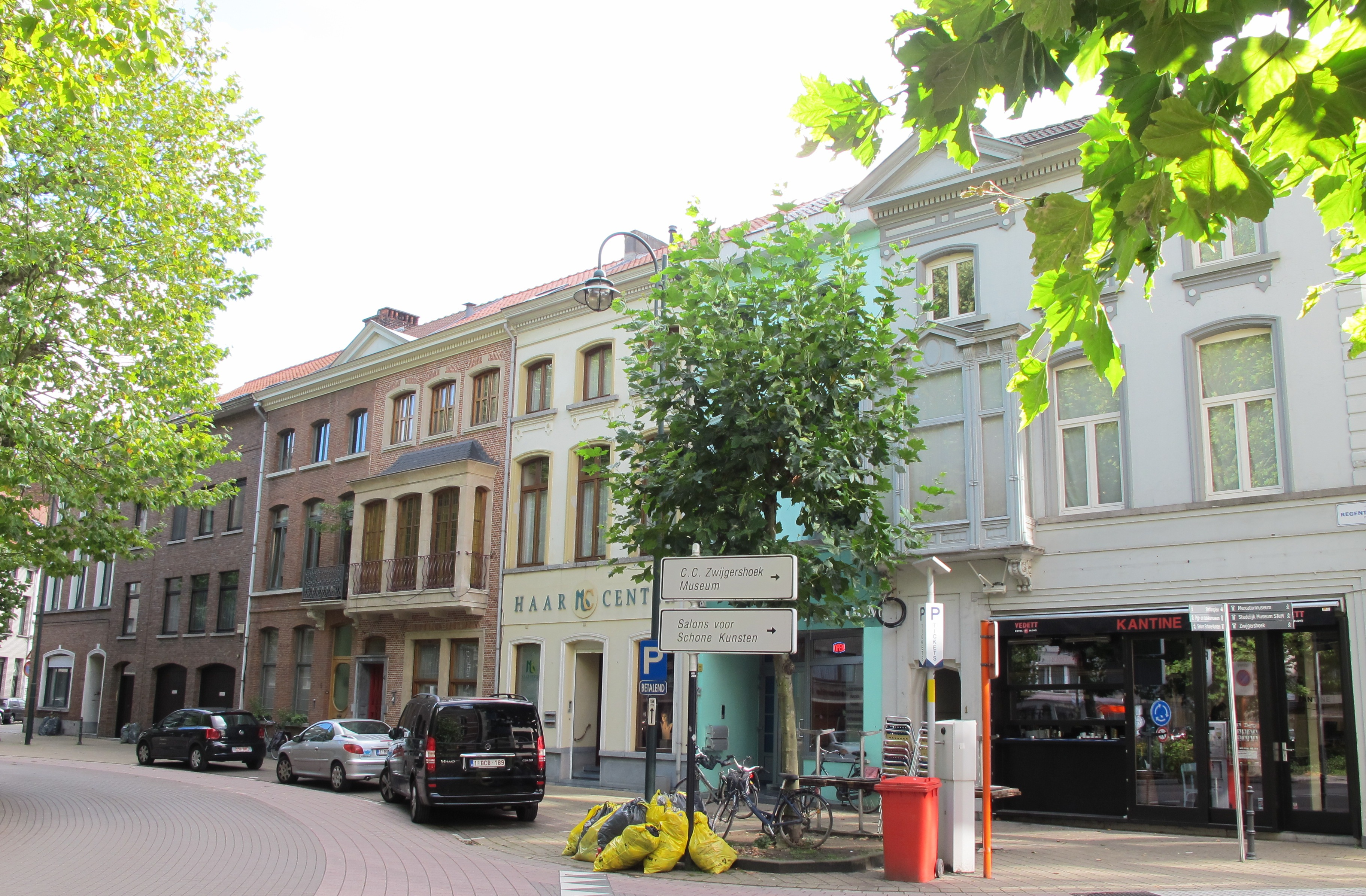
Herenhuizen aan het Regentieplein
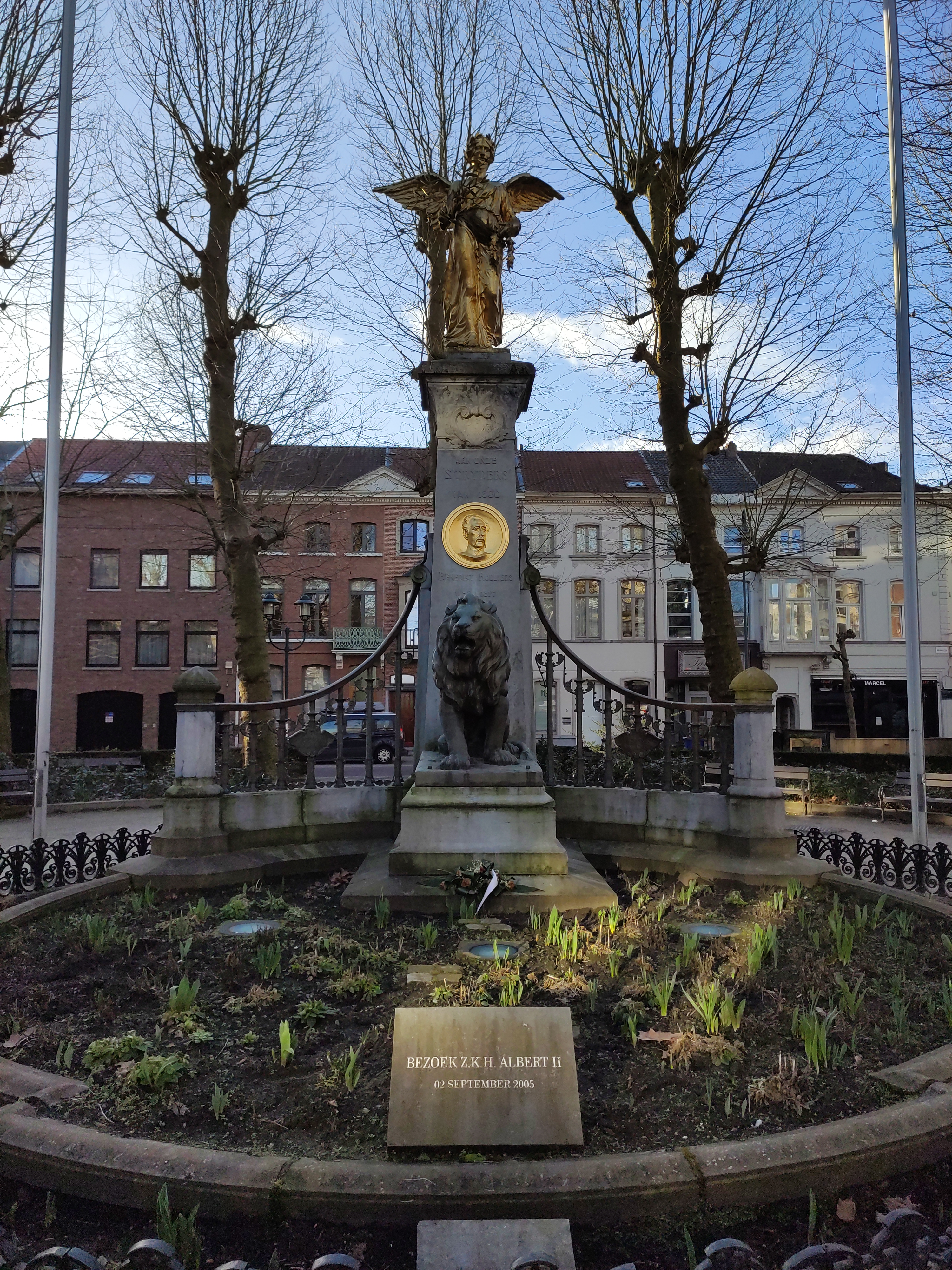
Het Rolliersmonument